# 青山忠門
青山 忠門（あおやま ただかど）は、戦国時代の武将。三河松平氏の家臣。

## 略歴
青山氏は、上野国の出身で、忠門の時に近江国から三河国へ移り、額田郡百々村を領して松平広忠に仕えたという。第二次小豆坂の戦いにも参戦した。広忠死後は一時、今川義元の麾下に入るが、永禄3年（1560年）の桶狭間の戦いでは広忠の子・元康（のちの徳川家康）の寄騎となり、義元死後は元康に帰属する。永禄6年（1563年）、三河一向一揆の際も元康側につき、岡崎城を守備した。
死に関しては諸説あり、元亀2年（1571年）甲斐武田氏の三河侵攻に際しては良く防戦したが、その時の傷が元で死亡したという説と、天正3年（1575年）、武田氏との戦いで討ち死にしたという説がある。1571年説では享年54、1575年説では享年65。
子の忠成は徳川氏に仕え、江戸期を通じて譜代大名として列せられた。